# Luculentsalda
Luculentsalda is een geslacht van wantsen uit de familie van de Saldidae (Oeverwantsen). Het geslacht werd voor het eerst wetenschappelijk beschreven door Zhang in Yao & Ren.

## Soorten
Het genus bevat de volgende soorten:

- Luculentsalda maculosa Zhang, Yao & Ren